# Gong Byung-min
Gong Byung-min (4 luglio 1991) è un lottatore sudcoreano, specializzato nella lotta libera e nella lotta sulla sabbia.

## Palmarès
| Anno | Manifestazione      | Sede        | Evento                     | Risultato | Note |
| ---- | ------------------- | ----------- | -------------------------- | --------- | ---- |
| 2015 | Mondiali            | Las Vegas   | Lotta libera 74 kg         | 16º       |      |
| 2016 | Asian beach games   | Đà Nẵng     | Lotta sulla spiaggia 74 kg | Bronzo    |      |
| 2017 | Campionati asiatici | Nuova Delhi | Lotta libera 74 kg         | 7º        |      |
| 2018 | Campionati asiatici | Giacarta    | Lotta libera 74 kg         | Bronzo    |      |
| 2018 | Mondiali            | Budapest    | Lotta libera 74 kg         | 15º       |      |
| 2021 | Campionati asiatici | Almaty      | Lotta libera 79 kg         | Oro       |      |
| 2021 | Mondiali            | Oslo        | Lotta libera 74 kg         | 18º       |      |